# I Won’t Hold You Back
«I Won’t Hold You Back» — баллада американской рок-группы Toto, написанная и спетая Стивом Люкатером для альбома Toto IV, выпущенного в 1982 году. Песня достигла десятой позиции в чарте «Billboard Hot 100» в середине 1983 года. Вдобавок к этому, песня провела три недели на вершине чарта «Hot Adult Contemporary Tracks».

## Музыканты
- Стив Люкатер — основной и бэк-вокал, гитары
- Дэвид Пэйч — фортепиано, оркестровые аранжировки
- Стив Поркаро — синтезатор
- Дэвид Хангейт — бас
- Джефф Поркаро — ударные, перкуссия

Дополнительные музыканты
- Тимоти Шмит — бэк-вокал
- Джеймс Ньютон Ховард — оркестровые аранжировки
- Марти Пэйч — оркестровые аранжировки